# Gerhard von Rad
Gerhard von Rad (21. října 1901 Norimberk – 31. října 1971 Heidelberg) byl německý luterský teolog, biblista, profesor na univerzitě v Heidelbergu. Zabýval se hlavně rozborem a výkladem Starého zákona.

## Život
Vystudoval teologii na univerzitě v Tübingenu, od roku 1930 přednášel Starý zákon na univerzitě v Lipsku, od roku 1934 byl profesorem v Jeně, pak na univerzitě v Göttingenu a od roku 1949 v Heidelbergu. Za války se podílel na činnosti Vyznavačské církve přednáškami a publikacemi proti antisemitismu.

## Dílo
Von Rad byl zastánce metody dějin forem (Formgeschichte), kterou založil Hermann Gunkel. Zabýval se problémy Pentateuchu a jeho místa v dějinách Izraele. Napsal třídílný komentář ke knize Genesis (1949–1953) a dvoudílnou "Teologii Starého zákona" (1957–1967), kde rozlišuje tradici "historickou" a "prorockou". Kniha je dodnes standardním dílem pro teologický výklad Starého zákona.